# Miro Sirovina
Miro Sirovina (Pjevalovac, Derventa 5. studenoga 1957.) je hrvatski pjesnik i novinar iz BiH.
Osnovnu školu završio u Petrovcu kod Nove Gradiške, gimnaziju u Derventi. Piše poeziju i prozu, a bavi se i novinarstvom. Dopisnik TV BiH za Posavsku županiju. 
Djela: Miris zimzelena (pjesme, 1986.), Živa rana (monodrama, 1988.). 